# 1,2-ジクロロベンゼン
1,2-ジクロロベンゼン (1,2-dichlorobenzene) は化学式C6H4Cl2で表される有機化合物である。o-ジクロロベンゼン（オルト―）ともいう。ベンゼンに2つの塩素原子が結合している。無色の液体であり、特有の芳香を持つ。水へはほとんど溶解しないが多くの有機溶媒には可溶である。消防法に定める第4類危険物 第2石油類に該当する。

## 製造と利用
1,2-ジクロロベンゼンはクロロベンゼン製造時の副生成物として得られる。
{\displaystyle {\ce {C6H5Cl + Cl2 -> C6H4Cl2 + HCl}}}
この反応では1,4-位に置換したパラジクロロベンゼンも同時に生成し、また1,3-位に置換した誘導体（メタジクロロベンゼン）も少量ながら生成する。
多くは農薬の前駆体である1,2-ジクロロ-4-ニトロベンゼンの製造に用いられる。このほか高沸点・高極性の溶媒として用いられ、特にフラーレン誘導体を溶解しやすいという特徴を有している。また金属表面の有機物を除去するためにも用いられる。
殺虫剤としても用いられており、アース製薬から発売されているバポナうじ殺し 液剤の主成分である。